# Caserío Patxillardegi

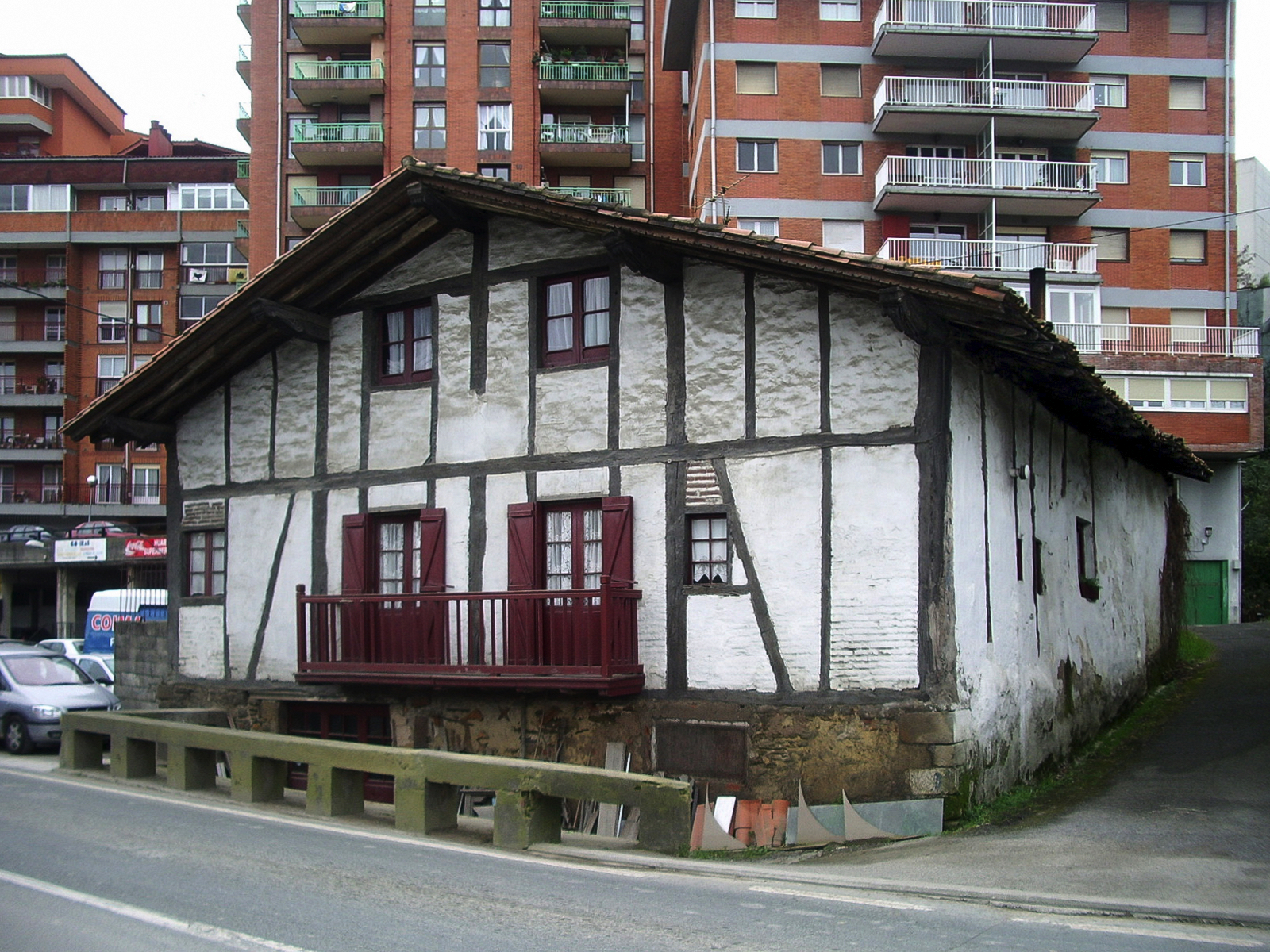
Caserío Patxillardegi

El caserío Patxillardegi se ubica en el barrio de Loyola del municipio de San Sebastián (Guipúzcoa, España), colindante a la carretera comarcal de San Sebastián a Hernani, a cota más baja que la calzada en la ribera izquierda del río Urumea. El caserío, de pequeño tamaño, presenta fachada principal orientada al NE, tiene planta rectangular y cuenta con planta baja, primera y desván, con cubierta que se organiza en dos grandes faldones dispuestos en fondo y apoyados en una cumbrera central perpendicular a fachada.
La caja del edificio se divide en dos partes diferenciadas: parte delantera con planta baja en mampostería, y parte superior con entramados verticales y oblicuos a la vista con relleno de mampostería y ladrillos, revocado y encalado. El tercio trasero está construido totalmente en mampostería, con sillería en esquínales. En fachada principal un vano adintelado lateralizado da acceso a los bajos del caserío. En planta primera presenta balcón de madera y dos pequeños vanos de disposición asimétrica, y dos ventanas en la parte del desván. Asimismo en laterales los vanos se abren entre el entramado y en la parte trasera presenta un acceso a la planta principal.
El inmueble conserva todavía rasgos tipológicas vinculados a su primitiva función de lagar. Se construye a través de un armazón estructural de madera, formado por ocho postes enterizos de roble apoyados sobre bases de piedra que reciben los elementos de forjados y faldones de cubierta. Estructurado en tres crujías, en la primera dos postes sustentan una gran viga. En la segunda presenta tres ejes sustentantes y otros tres en la tercera. Los cabríos se prolongan en largas tornapuntas talladas al estilo barroco que sustentan el alero.
El caserío Patxillardegi, aunque modificado en el siglo XVIII responde por sus características estructurales a modelos del siglo XVI y por tanto, se trata de una edificación que tiene acreditada una antigüedad notable que lo convierte en un importante referente histórico de la zona, y testimonio material de una forma de vida que ha desaparecido de forma acelerada a medida que ha crecido la ciudad.
Tipológicamente responde al modelo de caserío lagar guipuzcoano. El esquema constructivo de Patxillardegi es el característico de los caseríos de esta época y se centra en su estructura de carpintería de roble que se conserva en su integridad y los muros perimetrales de mampostería y entramado.
Por otra parte, este caserío se considera el único caserío de ribera que se conserva en la cuenca del Urumea y de los cuales quedan ya escasos testimonios en Guipúzcoa.
Un grupo de edificios de apartamentos modernos situado a 200 metros del caserío fue bautizado Grupo Patxillardegi, nombre que se cambió en 2014 a Grupo Batxillardegi. 